# Natalja Narysjkina
Natalja Kirillovna Narysjkina (Russisch: Наталья Кирилловна Нарышкина) (Moskou, 1 september 1651 — aldaar, 4 februari 1694) werd op 1 september 1651 geboren als dochter van Kirill Narysjkin en Anna Leontieva.

## Leven
In 1669 werd tsaar Alexis I weduwnaar toen zijn vrouw Maria Miloslavskaja stierf. Hij had bij haar dertien kinderen, van wie er vijf vroeg stierven. In 1671 trouwde Alexis met Natalja. Natalja kreeg drie kinderen;
- Peter, de latere tsaar Peter de Grote (1672-1725)
- Natalie (1673-1716)
- Theodora (1674-1677)

Op 8 februari 1676 stierf Alexis waardoor Natalja weduwe werd. Een zoon van Maria Miloslavskaja, Fjodor, werd toen tsaar. 
In 1694 stierf Natalja.